# Camptomyia multinoda
Camptomyia multinoda är en tvåvingeart som först beskrevs av Ephraim Porter Felt 1908.  Camptomyia multinoda ingår i släktet Camptomyia och familjen gallmyggor. Inga underarter finns listade i Catalogue of Life.